# Peretz Bernstein

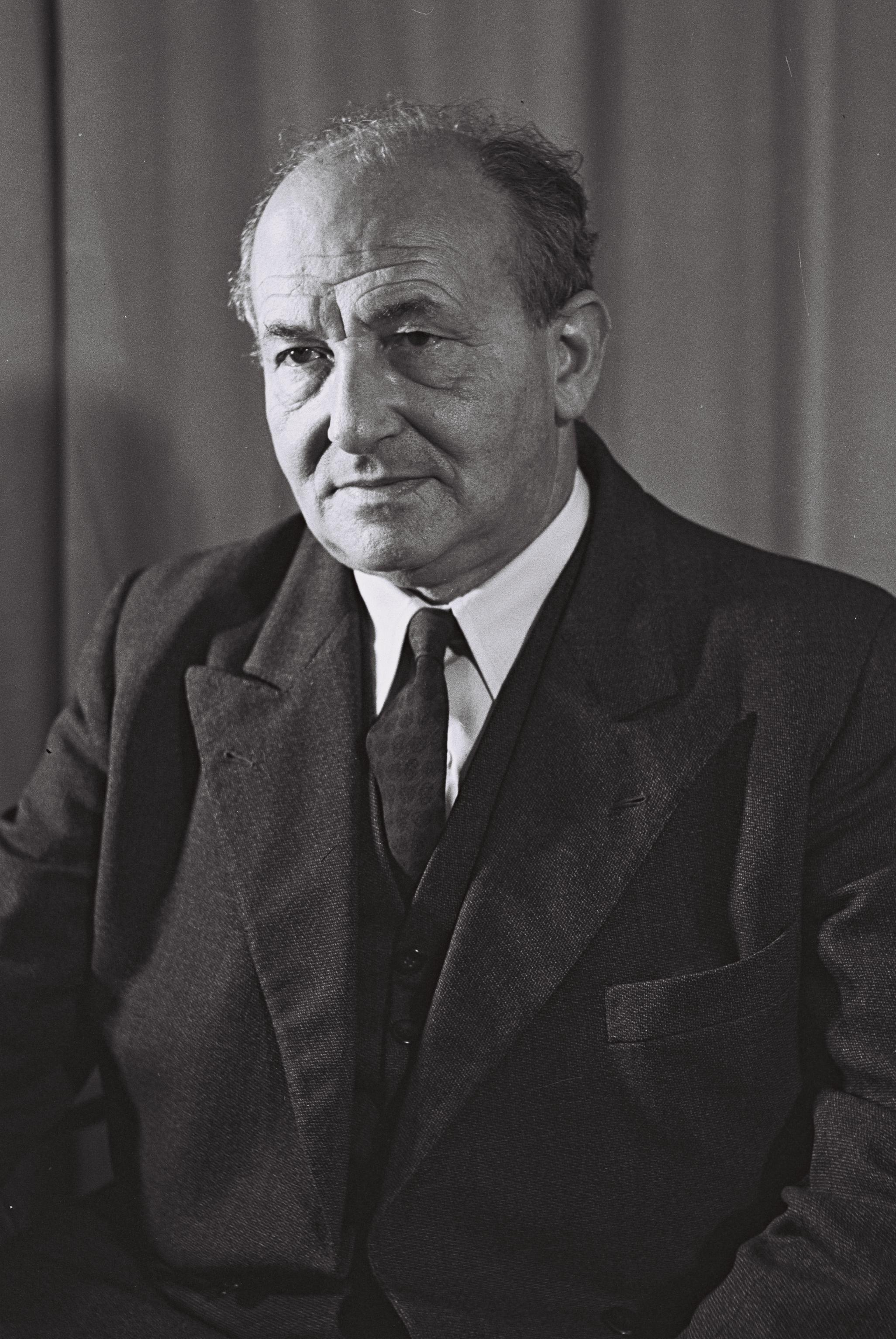
Peretz Bernstein (1951)

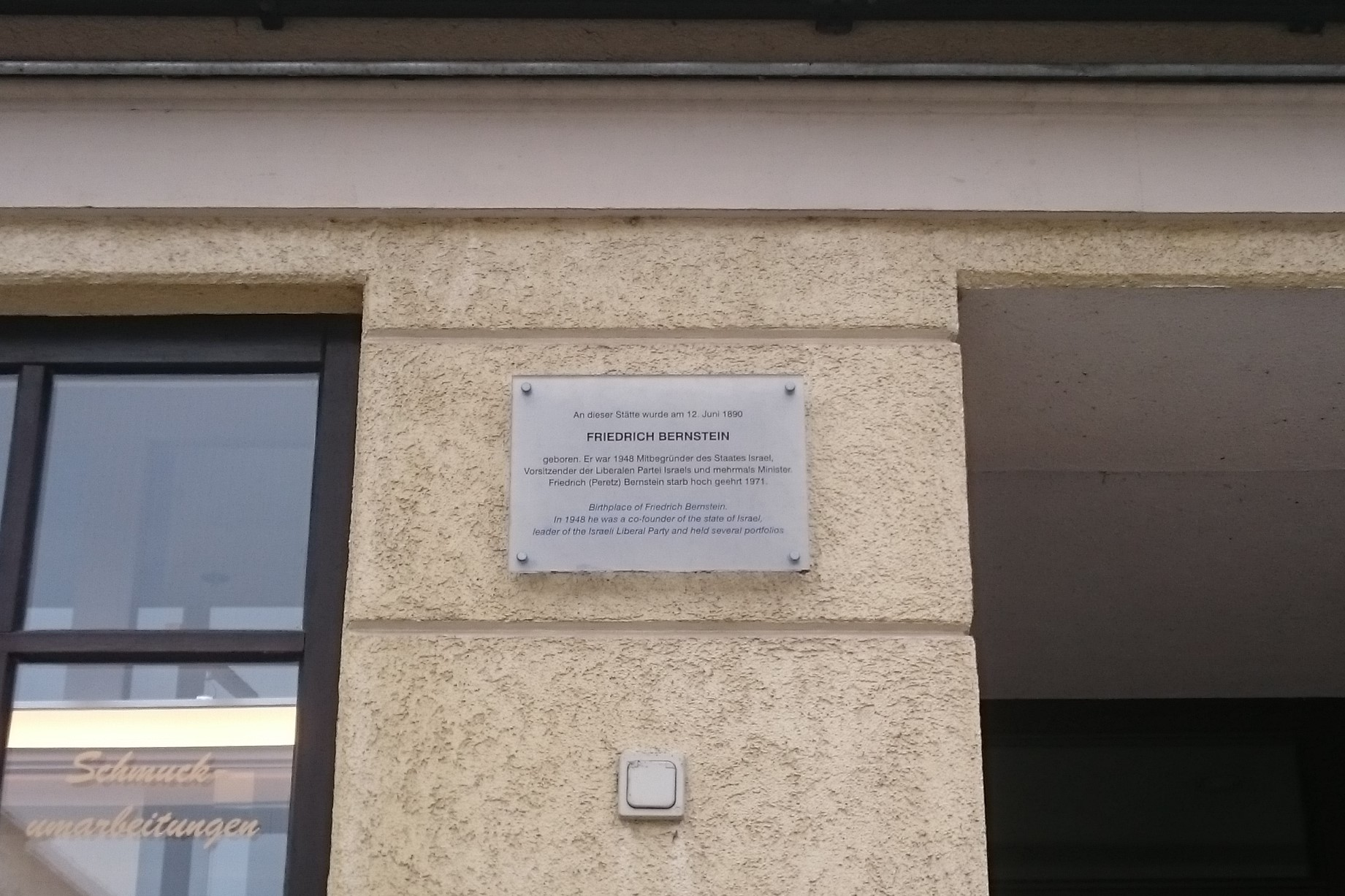
Gedenktafel an seinem Geburtshaus in Meiningen

Peretz Bernstein (hebräisch פרץ ברנשטיין, * 12. Juni 1890 in Meiningen als Friedrich Bernstein; † 21. März 1971 in Jerusalem) war ein deutscher zionistischer Aktivist und später israelischer Politiker (Allgemeine Zionisten, Liberale Partei). Er war einer der Unterzeichner der Israelischen Unabhängigkeitserklärung, von 1949 bis 1965 Mitglied der Knesset sowie 1948–49 und 1952–55 Minister für Handel und Industrie.

## Leben
Als Sohn des jüdischen Kaufmanns Samuel Bernstein in Meiningen geboren, verbrachte er dort auch seine Kindheit und besuchte das Gymnasium Bernhardinum bis Juni 1906. Dann übersiedelte die Familie nach Eisenach. Von September 1906 bis 1. Januar 1909 absolvierte Bernstein eine Lehre in einer Firma für Landesprodukte (Getreidehandel). Mitte August 1909 übersiedelte er nach Rotterdam und arbeitete als Buchhalter-Korrespondent. Von Oktober 1911 bis Ende September 1912 leistete er seinen Wehrdienst als Einjährig-Freiwilliger im 5. Thüringischen Infanterieregiment No. 94 in Eisenach. Zurück in Rotterdam arbeitete er mit anderen jüdischen Kaufleuten in einem Getreidehandelskontor und begann sich für neuhebräische Sprache zu interessieren. Seine Handelskontakte nach Kleinasien verschafften ihm Hintergrundwissen, die er als Mitarbeiter, dann Redakteur der holländisch-zionistischen Wochenzeitung De Joodse Wachter verwerten konnte. Im Jahr 1917 trat er der zionistischen Organisation in den Niederlanden bei, wo er als Sekretär und Vorstandsmitglied fungierte; von 1930 bis 1934 war er deren Präsident.
In Berlin erschien 1926 sein grundlegendes Buch zum Thema Antisemitismus, später auch Denkschriften über „Das Jüdische und die soziale Frage“. Als überzeugter Zionist emigrierte er 1936 in das Britische Mandat Palästina, wurde in Tel-Aviv ansässig und Redakteur der hebräischsprachigen Zeitung HaBoker (Der Morgen). Er trat der Jewish Agency bei und wurde auch dort Vorstandsmitglied, fungierte des Weiteren zwischen 1946 und 1948 als Direktor für deren Wirtschaftsbereich. Bernstein gehörte am 14. Mai 1948 zu den Unterzeichnern der israelischen Unabhängigkeitserklärung und wurde in der Regierung David Ben-Gurions zum Minister für Handel und Industrie in der Übergangsregierung ernannt.
Mit Deutschland stand er nach dem Zweiten Weltkrieg wieder in Verbindung; er unterstützte die ehemalige Haushälterin seines im März 1941 in Eisenach verstorbenen Vaters. Peretz wurde 1949 in die erste Knesset als Mitglied der Allgemeinen Zionisten (Tzionim Klaliym) gewählt, verlor aber seinen Platz im Kabinett. Nachdem er 1951 wiedergewählt worden war, kehrte er in der vierten und fünften Regierung in das Amt des Handels- und Industrieministers zurück. Bernstein war ebenso Kandidat für die Präsidentenwahl der Knesset im Jahr 1952, zog aber seine Kandidatur nach der zweiten Wahlrunde zurück, nachdem er abgeschlagener Zweiter hinter dem letztendlichen Gewinner Jizchak Ben Zwi wurde.
Bernstein kehrte 1955 und 1959 in die Knesset zurück, erlangte aber seine Kabinettsposition nicht wieder. Im Jahr 1961 fusionierten die Allgemeinen Zionisten mit der Progressiven Partei, um die Liberale Partei zu bilden; Bernstein wurde dabei zu einem ihrer zwei Vorsitzenden gewählt. Im selben Jahr wurde er in die Knesset wiedergewählt und überwachte die Allianz mit Menachem Begins Cherut-Partei, woraus sich schließlich die Gachal-Fraktion bildete. 1963 kandidierte er erneut für das Präsidentenamt, verlor aber mit 67 zu 33 Stimmen gegen Salman Schasar. Bernstein verlor seinen Sitz in den Wahlen von 1965 und starb im Jahr 1971.

## Schriften (Auswahl)
- F. Bernstein: Der Antisemitismus als Gruppenerscheinung. Versuch einer Soziologie des Judenhasses. Jüdischer Verlag, Berlin 1926 & Königstein im Taunus 1980